# Mohamed Brahimi (football)
Ne doit pas être confondu avec Mohamed Brahimi (djihadiste algérien).
Mohamed Brahimi (arabe : محمد إبراهيمي), né le 20 janvier 1970 à Tlemcen en Algérie, est un joueur de football international algérien, qui évoluait au poste de milieu de terrain.

## Biographie

### Carrière en club
Mohamed Brahimi inscrit 14 buts en première division algérienne lors de la saison 1995-1996, ce qui fait de lui le meilleur buteur du championnat.

## Statistiques Club
| Saison                | Club                  | Championnat           | Championnat | Championnat | Coupe(s) nationale(s) | Coupe(s) nationale(s) | Total | Total |
| Saison                | Club                  | Division              | M.          | B.          | M.                    | B.                    | M.    | B.    |
| 1989-1990             | WA Tlemcen            | 2                     | -           | 12          | -                     | -                     | 0     | 12    |
| 1990-1991             | WA Tlemcen            | 1                     | -           | 8           | -                     | -                     | 0     | 8     |
| 1991-1992             | WA Tlemcen            | 1                     | -           | 13          | 1                     | 1                     | 1     | 14    |
| 1992-1993             | WA Tlemcen            | 1                     | -           | 9           | -                     | -                     | 0     | 9     |
| 1993-1994             | WA Tlemcen            | 1                     | -           | 10          | 3                     | 1                     | 3     | 11    |
| 1994-1995             | WA Tlemcen            | 1                     | -           | 6           | 2                     | -                     | 2     | 6     |
| 1995-1996             | WA Tlemcen            | 1                     | -           | 14          | 3                     | 2                     | 3     | 16    |
| 1996-1997             | WA Tlemcen            | 1                     | -           | -           | 4                     | 0                     | 4     | 0     |
| 1997-1998             | WA Tlemcen            | 1                     | -           | 1           | 7                     | 3                     | 7     | 4     |
| 1998-1999             | WA Tlemcen            | 1                     | -           | 2           | -                     | -                     | 0     | 2     |
| Total sur la carrière | Total sur la carrière | Total sur la carrière | +150        | +75         | +20                   | +7                    | 170   | 82    |

### Carrière en sélection
Mohamed Brahimi reçoit une sélection en équipe d'Algérie lors de l'année 1997.

## Palmarès
WA Tlemcen
| - Championnat d'Algérie : - Meilleur buteur : 1995-96 (14 buts). - Coupe d'Algérie (2) : - Vainqueur : 1997-98 et 2001-02. - Finaliste : 1999-00. |  | - Coupe arabe des clubs champions (1) : - Vainqueur : 1998. |